# Partito Comunista Siriano (Unificato)
Il Partito Comunista Siriano (Unificato) (in arabo (الحزب الشيوعي السوري (الموحد), inizialmente conosciuto semplicemente come Partito Comunista Siriano (الحزب الشيوعي السوري, Al-Hizb Al-Shuyū'ī Al-Sūrī), è un partito politico comunista siriano. Il partito è nato da una scissione dall'originale Partito Comunista Siriano nel 1986, quando la fazione pro-perestrojka guidata da Yusuf Faisal usci dal partito.
Durante la Primavera di Damasco nel 2000, il partito era in grado di pubblicare un giornale chiamato An-Nour (La Luce).
L'XI congresso del partito, tenutosi nel marzo del 2011, ha rieletto Hanin Nimir alla segreteria del partito.